# Гусейнов, Юсиф Исмаил оглы
Юси́ф Исмаи́л оглы́ Гусе́йнов (азерб. Yusif İsmail oğlu Hüseynov; 15 октября 1928, Баку — 1 сентября 2009, Баку) — азербайджанский график. Народный художник Азербайджанской ССР (1979).

## Биография
Гусейнов Юсиф родился 15 октября 1928 года в Баку.
В 1949 году окончил Азербайджанское государственное художественное училище им. Азима Азимзаде. В 1955 году окончил факультет графики Московского художественного института им. Василия Сурикова.
В 1964 году удостоен почетного звания заслуженного художника Азербайджанской ССР. 23 февраля 1979 года присвоено звание народного художника Азербайджанской ССР
В 1977 году избран председателем Союза художников Азербайджана.
В том же году он был назначен секретарем Правления Союза художников СССР.
В 2002 году удостоен Персональной стипендии Президента Азербайджанской Республики.
Скончался 1 сентября 2009 года.

## Творчество
Начал писать картины во второй половине 1950-х годов.
В 1958 году дебютировал на выставке молодых художников Закавказья.
Первоначально являлся художником книги. Позднее занимался станковыму рисунком (особенно литографией) и политическими плакатами. Работы выставляются на выставках.
Первые иллюстрации выполнены в Москве для журнала «Юность». Рисовал штриховые рисунки к стихам Якова Акима.
Осуществляет оформление книги Евгения Пермяка «Счастливый гвоздь» («Детгиз»), сборника детских рассказов азербайджанской писательницы Халиды Хасиловой.
В 1957 году возвращается в Баку.
Оформляет и иллюстрирует повесть Наримана Нариманова «Бахадур и Сона», роман Мамедгусейна Алиева «Сын гор», «Избранное» Абдуллы Шаига, рассказы Беюка Талыблы.
Иллюстрации к роману Ю. Ширвана «Шафаг» выполняет чёрной отмывкой, добиваясь мягкой моделировки формы. Ю. Гусейнов работает также в цветной иллюстрации. Он создает акварельные рисунки к книжкам для детей «Экиль-бекиль», «Потерянный ключ», «Тапмаджалар», «Цыплята».
В 1964 году оформляет книгу рассказов Сулеймана Рагимова «Смеющаяся рыба».
Одним из первых начал делать оформление детского журнала «Геярчин» («Голубь»).
В 1951 году на выставке показаны оригиналы плакатов Гусейнова «За полное освобождение», «Мы требуем мира, свободы», «Солнце озаряет путь к победе», посвященные освободительному движению народов Азии и Африки.
Свою первую станковую серию выполнил по мотивам романа Мехти Гусейна «Комиссар»,
Серия экспонировалась на юбилейной художественной выставке 1957 года. На выставке были представлены композиции «Горе семьи», «Встреча с матерью», «Прощайте, товарищи». В серию входило также портретное изображение Мешади Азизбекова, героя романа «Комиссар».
Создал серии цветных автолитографий «На просторах Каспия» (1963) (включая «Обычное утро», «Весна», «Мастер нефти», «Ширваннефт»), «На границе» (1963) и акварельных рисунков.
В 1965 году на всесоюзной выставке «На страже мира» была выставлена серия цветных автолитографий Ю. Гусейнова «На границе», включающая «На досуге», «Мирное небо», «Опаздывает», «Выше гор».
Создал серию «Дни и ночи», эстампы «В камышах», «Драматург Дж. Джабарлы», пейзажи «Хыналык», серию портретов и пейзажей, акварелей «Рыбаки Каспия», «Пейзажи Хыналыка» (включая «Пасмурный день», «Крыши», «Дорога в Куруш»).
Акварельная работа «Вечер на селе» выставлялась как в Азербайджане, так и за рубежом.
Серия акварелей, посвященная рыбакам, удостоена премии на республиканской выставке 1967 года.
Создал серию полотен об истории и быте азербайджанского народа «Из нашей истории», «Восход солнца», «Мардакянские башни», «Гранатовое дерево», «Берега Апшерона», «Гобустан» и многие другие.
Участвует на республиканских и всесоюзных выставках с работами «В родное село», «Паруса», «На берегу Куры», «Свадьба», «Аракс», «Юность», «Май 1945-го года», «Рыбаки».
Создал портреты Низами, Хатаи, Физули, Аджеми Нахчивани, тематические картины по мотивам их произведений. Портрет Деде Коркута включен в «Энциклопедию Деде Коркута».
Автор натюрмортов, пейзажей.

## Общественная деятельность
С 1968 года занимал должность ответственного секретаря, с 1970 по 1987 год Председателя Союза Художников Азербайджана.
В 1977—1987 годы являлся секретарём Союза художников СССР.
Дважды избирался депутатом Верховного Совета Азербайджанской ССР (Х и XI созывы).
С 1961 года преподавал в Художественной школе им. А. Азимзаде,
С 1964 года преподавал в Азербайджанском государственном институте художеств. Являлся заведующим кафедрой рисунка.
С 2000 года работал в Азербайджанской государственной академии художеств. Руководил мастерской станковой графики. Многие признанные художники Азербайджана учились у Ю. Гусейнова.

## Персональные выставки
- 2008 — «Юсиф Гусейнов. Выставка в честь 80-летия»